# Beatriz H. C. Aicardi de Neuhaus
Beatriz H. C. Aicardi de Neuhaus, "Betty", (Argentina, 12 de enero de 1925) fue una activista de derechos humanos en la Argentina, una de las doce fundadora de la Asociación Abuelas de Plaza de Mayo.

## Biografía
El 16 de marzo de 1976, ocho días antes de que se instalara la dictadura militar autodenominada Proceso de Reorganización Nacional (1976-1983) fue secuestrada-desaparecida su hija Beatriz Haydee Neuhaus de Martinis, quien se encontraba embarazada de cuatro meses, junto su yerno Juan Francisco Martinis.
Durante más de un año los buscó sola. A comienzos de 1977 se integró al grupo de madres y familiares que se comenzaron a reunir en la Plaza de Mayo, que luego fue conocido como Madres de Plaza de Mayo. En octubre de 1977 recibió la invitación de Alicia Zubasnabar de De la Cuadra, "Licha", también participante de las rondas de las Madres, para formar un grupo especial de abuelas buscando a sus nietos desaparecidos. Fue una de las doce mujeres fundadoras de Abuelas de Plaza de Mayo. Su nieta/o sigue desaparecida/o.

## Abuelas de Plaza de Mayo
El golpe de Estado del 24 de marzo de 1976 estableció un régimen terrorista que tuvo como eje la desaparición forzada de los opositores y la imposición de un clima de terror destinado a evitar cualquier reclamo; el solo hecho de preguntar por el paradero de un familiar detenido-desaparecido era riesgoso y podía resultar a su vez en la detención-desaparición. En ese momento la situación de indefensión e impotencia de los familiares de las personas desaparecidas era extrema, ya que ninguna democracia del mundo, ni la Iglesia católica, de gran influencia en el país, o las organizaciones internacionales humanitarias, estaba dispuesta a condenar las atrocidades cometidas por el régimen militar y, por el contrario, en algunos casos cooperaban con la represión ilegal. Tampoco era posible recurrir al sistema judicial, ya que los jueces argentinos rechazaban sistemáticamente los recursos de habeas corpus.
En esas condiciones un grupo de madres, padres y familiares de los desaparecidos iniciaron un movimiento de resistencia no violenta, que se volvería histórico. La propuesta surgió de Azucena Villaflor, luego desaparecida y asesinada por la dictadura:

Tenemos que ir directamente a la Plaza de Mayo y quedarnos allí hasta que nos den una respuesta.

 El 30 de abril de 1977 comenzaron a marchar cada jueves alrededor de la Pirámide de Mayo, en la plaza del mismo nombre, situada frente a la casa de gobierno. Para llamar la atención las mujeres decidieron cubrirse el cabello con un pañal de tela blanco. El grupo recibió rápidamente el nombre de Madres de Plaza de Mayo y por su sola presencia comenzó a ejercer presión nacional e internacional sobre el destino de las personas que desaparecían en la Argentina. Inicialmente el régimen militar intentó explicar la presencia de esas personas caminando alrededor de la pirámide, sosteniendo que se trataba de "locas". Entre estas madres-abuelas se encontraba Alicia Zubasnabar de De la Cuadra, "Licha", quien había comenzado a participar en las rondas en septiembre de 1977, junto con su esposo y Hebe de Bonafini.
Por ese entonces María Isabel Chorobik de Mariani había comenzado a buscar a otras madres de desaparecidos que, como ella, también estuvieran buscando a sus nietos. Mariani había sido impulsada a agruparse con otras abuelas por Lidia Pegenaute, una abogada que se desempeñaba como asesora de menores en los tribunales de La Plata, donde aquella intentaba infructuosamente encontrar alguna solución para su caso. La Dra. Peganaute, fue una de los casos excepcionales de funcionarios del poder judicial, que colaboraron genuinamente con los familiares de desaparecidos. En el segundo semestre de 1977 Mariani fue a buscar a De la Cuadra a su casa de La Plata:

El día que conocí a Alicia ella estaba con un salto de cama rosado y ordenaba su casa. Empezamos a charlar y perdimos la noción del tiempo. Ese día empecé a descubrir lo que realmente estaba pasando y a entender que la búsqueda debía hacerse de otra manera, que no había un solo niño desaparecido sino por lo menos dos. Y si había dos, ¡cuántos más podrían ser? Por primera vez tuve la horrorosa sensación de que no encontrábamos a los niños porque no nos los querían entregar.

Ese día María Isabel Mariani y Alicia de De la Cuadra tomaron la decisión de agruparse como abuelas y ésta convocó a aquellas que conocía de las rondas de los jueves en Plaza de Mayo.

Licha (Alicia de De la Cuadra) buscó a las otras abuelas que ya conocía de la Plaza de Mayo, nos reunimos y decidimos empezar a trabajar juntas. Éramos 12 en ese momento. A mi me asombró verlas con tanta serenidad; yo era un guiñapo, un llanto continuo, las veía a ellas tan serenas y decía ’tengo que ser como ellas’. Primero nos dimos a conocer como «Abuelas Argentinas con Nietitos Desaparecidos». Pero fuimos creciendo, la gente empezó a conocernos y a llamarnos las "Abuelas de Plaza de Mayo". (Chicha Mariani)

Las doce madres-abuelas fundadoras fueron: María Isabel Chorobik de Mariani, Beatriz H. C. Aicardi de Neuhaus, Eva Márquez de Castillo Barrios, Alicia Zubasnabar de De la Cuadra, Vilma Delinda Sesarego de Gutiérrez, Mirta Acuña de Baravalle, Haydee Vallino de Lemos, Leontina Puebla de Pérez, Delia Giovanola de Califano, Raquel Radio de Marizcurrena, Clara Jurado y María Eugenia Casinelli de García Irureta Goyena. Licha Zubasnabar fue su primera presidenta. Inicialmente adoptaron el nombre de Abuelas Argentinas con Nietitos Desaparecidos pero en 1980 terminaron organizándose legalmente con la denominación por la que ya eran públicamente reconocidas, Abuelas de Plaza de Mayo.
Este subgrupo de Las Madres comprendió que la situación de los niños secuestrados por las fuerzas de seguridad, era diferente de la de sus padres y que se precisaban estrategias y metodologías específicas para recuperarlos. "Buscar a sus nietos sin olvidar a sus hijos", fue la consigna que las agrupó.
Durante la dictadura militar y a pesar de los riesgos, las Abuelas de Plaza de Mayo iniciaron una tarea detectivesca para localizar a sus nietos, sin abandonar la búsqueda de sus hijos, a la vez que emprendieron una acción de sensibilización nacional e internacional acerca de los niños desaparecidos y el robo de bebés.
Una vez recuperada la democracia el 10 de diciembre de 1983 las Abuelas promovieron la utilización de los últimos adelantos genéticos para establecer un sistema de identificación de los nietos apropiados, sin antecedentes en el mundo y presionaron para que el Estado enjuiciara a los responsables de los secuestros de los niños, considerándolo como parte de un plan represivo.